# Lobulia
Lobulia es un género de lagartos perteneciente a la familia Scincidae. Son endémicos de Nueva Guinea.

## Especies
Según The Reptile Database:
- Lobulia alpina Greer, Allison & Cogger, 2005
- Lobulia brongersmai (Zweifel, 1972)
- Lobulia elegans (Boulenger, 1897)
- Lobulia glacialis Greer, Allison & Cogger, 2005
- Lobulia stellaris Greer, Allison & Cogger, 2005
- Lobulia subalpina Greer, Allison & Cogger, 2005